# وسائل الإعلام المستقلة (ارلينغتون)
وسائل الإعلام المستقلة (ارلينغتون) سابقًا؛ كانت منظمة ارلينغتون التلفزيونية منظمة غير ربحية، توفر ورش عمل تدريبية للإنتاج التلفزيوني ومنشآت للإنتاج المهني، وكذلك وصول العامة والتعليم والحكومة إلى قناة تلفزيون الكابل الخاصة، على قناة كوم كاست 69، وقناة فيريزون فايوس 38 في مقاطعة ارلينتغون، فرجينيا، الولايات المتحدة.

## التاريخ
تم إنشاء المحطة بحلول عام 1984 تحت مسمى منظمة ارلينغتون التلفزيونية، تقدم لسكان المقاطعة فرصة التدريب في إنتاج لوازم البث وإنتاج العروض، مما يتيح لسكان المقاطعة فرصة التدريب على صنع لوازم البث وإنتاج العروض. بدافع اقتراب انتهاء عقد المحطة مع كوم كاست عام 2004 ، بدأت المحطة استعدادتها لتصبح شركة غير ربحية، وأعادت تسميتها لتصبح (وسائل الإعلام ارلينتغون المستقلة)، وتمكنت من التوسع بشكل كبير في ميزانيتها وعروضها.

## التشغيل
تم تجهيز منشأة الإنتاج (وسائل الاعلام المستقلة ارلينغتون ) باستوديو تلفزيوني بثلاث كاميرات ,معدات الإنتاج المحمولة دي في – كام , نظام تحرير غير الخطي ,وشاحنة إنتاج متحركة بأربع كاميرات . جميع المعدات متاحه للأعضاء الذين أتموا ورش الإنتاج التلفزيوني و يعتزمون ورش العمل إنشاء برمجة لقناة التلفزيون العامة , ويستخدم في برامج التدريب المهني التي تديرها المحطة لتدريب صانعي الأفلام الوثائقية الطموحين.

## WERA-LP
في شهر ديسمبر عام 2015,وسائل الاعلام المستقلة ارلينغتون أطلقت( ويرا-أل بي) ,محطة إذاعية. تم عقد حدث في وسائل الاعلام المستقلة ارلينغتون حيث احتفل الاعضاء و غيرهم بالبث الأول لبرنامج (ويرا-ال بي )